# إرداف (أدب)
إرداف (بالإنجليزية: Parataxis) مصطلح يُستعمل في علم اللغة للدلالة على ربط المفردات أو العبارات والجمل بالاعتماد على مواضعها الوظيفية في النص دون استعمال الأدوات.

## أمثلة
قوله تعالى: ﴿فإذا جاء وعدُ الآخرةِ ليسوؤوا وجوهَكم وليدخلوا المسجدَ كما دخلوه أولَ مرةٍ وليتبروا ما علَوا تتبيرًا﴾.
الأفعال "ليسوؤوا" – "وليدخلوا" – "وليتبروا" تتتابع مباشرة في خط واحد من السرد، بدون شروحات أو أدوات تفصيلية، مع وحدة الإيقاع.